# Kiwschariwka
Kiwschariwka (ukrainisch Ківшарівка; russisch Ковшаровка Kowscharowka) ist eine Siedlung städtischen Typs in der ukrainischen Oblast Charkiw mit etwa 19.000 Einwohnern (2019).

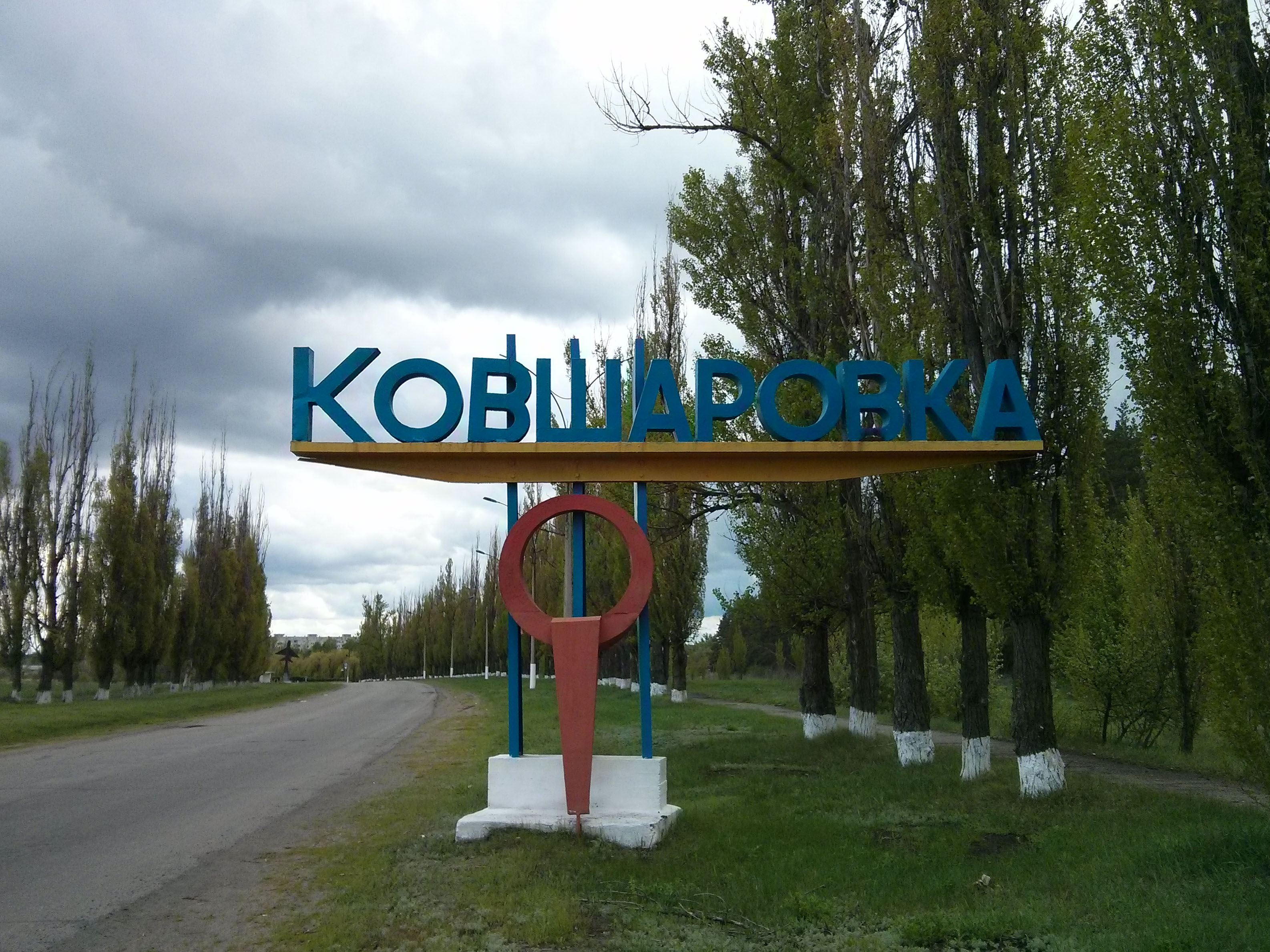
Schild am Ortseingang

## Geographie
Kiwschariwka liegt am linken Ufer des Oskol, einem Nebenfluss des Siwerskyj Donez und grenzt im Nordwesten an die Stadt Kupjansk.
Am 12. Juni 2020 wurde die Siedlung ein Teil der neu gegründeten Stadtgemeinde Kupjansk; bis dahin bildete sie einen Teil der Stadtratsgemeinde Kupjansk im Zentrum des Rajons Kupjansk.

## Geschichte
Die Siedlung städtischen Typs wurde 1970 durch den Zusammenschluss der Dörfer Prytulowa (Притулова), Saboriwka (Заборівка) und Kiwschariwka (Ківшарівка) gegründet und war nach der Volkszählung von 2001 die bevölkerungsreichste städtische Siedlung in der Ukraine.
Im Verlauf des Ukrainekrieges wurde der Ort im Februar 2022 durch russische Truppen besetzt und lag seit der Ukrainische Gegenoffensive in der Ostukraine seit 11. September 2022 in unmittelbarer Frontnähe, am 28. September 2022 wurde der Ort wieder durch ukrainische Truppen rückerobert.

## Sehenswürdigkeiten

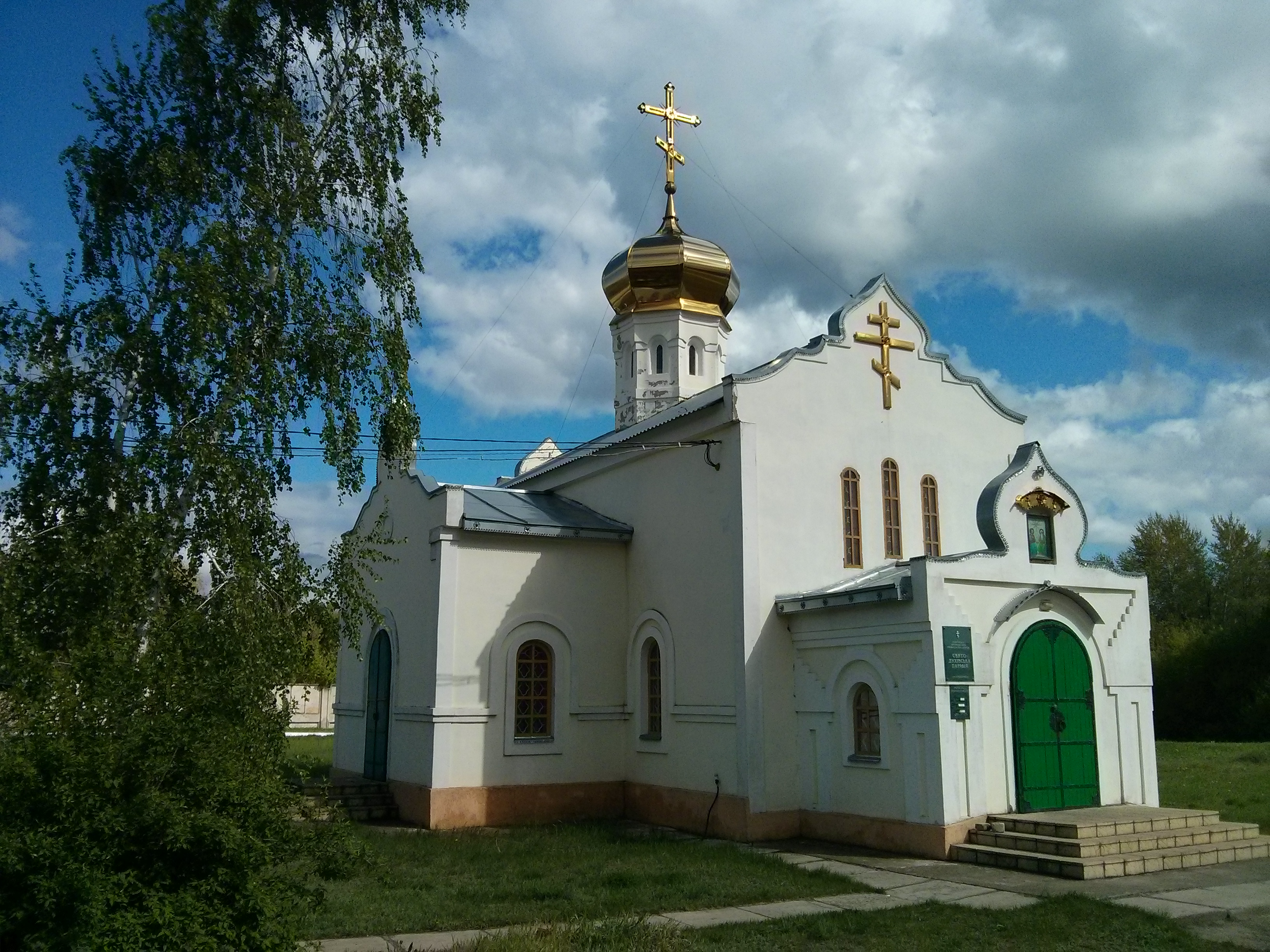
Kirche im Ort